# The Widow (serie televisiva)
The Widow è una serie televisiva britannica del 2019 creata da Harry Williams e Jack Williams, e diretta da Oliver Blackburn e Samuel Donovan.
La prima stagione, composta da 8 episodi, è stata distribuita su Amazon Video il 1º marzo 2019, in tutti i paesi in cui è disponibile; ad eccezione del Regno Unito in cui è trasmessa dallo stesso giorno su ITV.

## Trama
La serie racconta la storia di Georgia Wells, una coraggiosa donna che va in Congo alla ricerca di suo marito, vittima di un incidente aereo, ma che sembra essere misteriosamente ricomparso. In terra africana, Georgia sarà costretta a cercare la verità su quello che è successo all'uomo che amava, incontrando avventurieri di ogni tipo e vicende che si intersecano tra loro.

## Episodi
| Stagione       | Episodi | Pubblicazione UK | Pubblicazione Italia |
| -------------- | ------- | ---------------- | -------------------- |
| Prima stagione | 8       | 2019             | 2019                 |